# 김철규
김철규(1966년 ~ )는 대한민국의 프로듀서이다. 1994년에 KBS 20기 공채 프로듀서로 데뷔하였다.

## 학력 및 경력
- 서울대학교 영어영문학과 학사
- KBS 드라마본부 프로듀서
- 스튜디오드래곤 프로듀서

## 작품
- 2000년 KBS2 단막극 《드라마시티 - 겨울신기루》 ... 연출
- 2001년 KBS2 단막극 《드라마시티 - 그는 나를 사랑했을까?》 ... 연출
- 2001년 KBS2 단막극 《드라마시티 - 자장면》 ... 연출
- 2001년 KBS2 단막극 《드라마시티 - 돌아보면... 그가 있다》 ... 연출
- 2001년 KBS2 단막극 《드라마시티 - 사랑,두가지 표정》 ... 연출
- 2002년 KBS2 월화 미니시리즈 《거침없는 사랑》 ... 조연출
- 2003년 KBS2 단막극 《드라마시티 - 순결한 그녀》 ... 연출
- 2003년 KBS2 단막극 《드라마시티 - 윌리엄을 위하여》 ... 연출
- 2003년 KBS2 단막극 《드라마시티 - 질 수 없다》 ... 연출
- 2003년 KBS2 월화 미니시리즈 《여름향기》 ... 프로듀서
- 2004년 KBS2 수목 미니시리즈 《꽃보다 아름다워》 ... 연출
- 2004년 KBS2 월화 미니시리즈 《오! 필승 봉순영》 ... 프로듀서
- 2005년 KBS2 한국방송 78주년 특집 2부작 드라마 《유행가가 되리》 ... 연출
- 2006년 KBS2 수목 특별기획 드라마 《황진이》 ... 연출
- 2010년 SBS 드라마스페셜 《대물》 ... 연출
- 2011년 SBS 월화 미니시리즈 《파라다이스 목장》 ... 연출
- 2013년 tvN 목요 미니시리즈 《우와한 녀》 ... 연출
- 2014년 tvN 금토 미니시리즈 《응급남녀》 ... 연출
- 2015년 OCN 토일 미니시리즈 《아름다운 나의 신부》 ... 연출
- 2016년 KBS2 수목 미니시리즈 《공항 가는 길》 ... 연출
- 2017년 tvN 금토 미니시리즈 《시카고 타자기》 ... 연출
- 2018년 tvN 수목 미니시리즈 《마더》 ... 연출
- 2019년 tvN 토일 미니시리즈 《자백》 ... 연출
- 2020년 tvN 수목 미니시리즈 《악의 꽃》 ... 연출
- 2023년 NETFILX 오리지널 드라마 《셀러브리티》 ... 연출
- 2025년 ENA 월화 드라마 《라이딩 인생》 ... 연출

## 수상 경력
- 2004년 제14회 한국가톨릭매스컴상 대상
- 2004년 제40회 백상예술대상 작품상
- 2005년 제11회 상하이 국제 TV 페스티벌 TV드라마부문 매그놀리아 대상
- 2018년 제54회 백상예술대상 TV부문 작품장
- 2021년 제57회 백상예술대상 TV부문 연출상